# Biéville-Beuville
Biéville-Beuville (bjevil bøvilⓘ) – miejscowość i gmina we Francji, w regionie Normandia, w departamencie Calvados.
Według danych na rok 1990 gminę zamieszkiwały 2223 osoby, a gęstość zaludnienia wynosiła 199 osób/km² (wśród 1815 gmin Dolnej Normandii Biéville-Beuville plasuje się na 84. miejscu pod względem liczby ludności, natomiast pod względem powierzchni na miejscu 434.).

## Klimat
Jak wynika z badania CNRS opartego na serii danych obejmujących lata 1971-2000, w 2010 roku klimat gminy był zmienionym klimatem oceanicznym. W 2020 r. Météo-France opublikowało typologię klimatów Francji metropolitalnej, w której gmina narażona jest na klimat oceaniczny i znajduje się w regionie klimatycznym Normandii (Cotentin, Orne), charakteryzującym się stosunkowo wysokimi opadami deszczu (850 mm/rok) i chłodne (15,5°C) i wietrzne lato. Jednocześnie Norman IPCC, regionalna grupa ekspertów ds. klimatu, w badaniu przeprowadzonym w 2020 r. wyróżnia trzy główne typy klimatu w regionie Normandii, zróżnicowane w bardziej szczegółowej skali lokalnymi czynnikami geograficznymi. Zgodnie z tym podziałem na strefy gmina narażona jest na „osłonięty klimat płaskowyżu”, odpowiadający równinie rolniczej od Caen do Falaise, po zawietrznej stronie wzgórz Normandii i blisko morza, charakteryzujący się opadami deszczu i ograniczeniami termicznymi.
W latach 1971–2000 średnia roczna temperatura wynosiła 10,9°C, a roczny zakres temperatur wynosił 11,9°C. Średnie roczne skumulowane opady wynosiły 696 mm, przy czym w styczniu było 11,5 dziennych opadów, a w lipcu 7,2. W latach 1991–2020 średnia roczna temperatura obserwowana na najbliższej stacji meteorologicznej, znajdującej się w miejscowości Sallenelles, oddalonej w linii prostej o 8 km, wyniosła 11,8°C, a średnie roczne opady wyniosły wyniosły 735,8 mm.

## Etymologia
Uważa się, że nazwa Biéville pochodzi od staroniemieckiej nazwy Boio lub Boia połączonej ze starofrancuskim ville, oznaczającym gospodarstwo rolne. Biéville odnotowano jako Boiavilla w 1082.
Podobnie uważa się, że Beuville pochodzi od staroniemieckiego imienia Bodo. Została ona zarejestrowana jako Bodvilla w 1134 roku.
Osadnicy normańscy z okolic Szkocji i Anglii nosili nazwiska takie jak de Bouvelles, de Bovelles, de Boyuille i de Boyuill i uważa się, że są one źródłem popularnych nazwisk Boyle i Bowles.

## Historia
Do połowy XVI wieku seniorat Beuville pozostawał w rękach rodziny de Beuville. W 1770 r. przeszedł w ręce rodziny Lecocq; Louis Lecocq był ostatnim panem Beuville przed obaleniem szlachty przez rewolucję francuską.
Panowanie nad Bieville było fiefferme (lennem należącym do korony, ale dzierżawionym miejscowemu władcy). Władcy Biéville byli mniej potężni niż władcy innych seniorów, takich jak Beuville, ponieważ ich ziemie nie były scentralizowane. Władcy Biéville zarządzali kilkoma innymi znaczącymi posiadłościami, w tym Rubercy, la Vallée, Balleroy i la Londe.
Podczas II wojny światowej Brytyjczycy walczyli w pobliżu z Niemcami przez ponad miesiąc. W 1972 roku obie parafie połączyły się w jedną gminę.

## Galeria

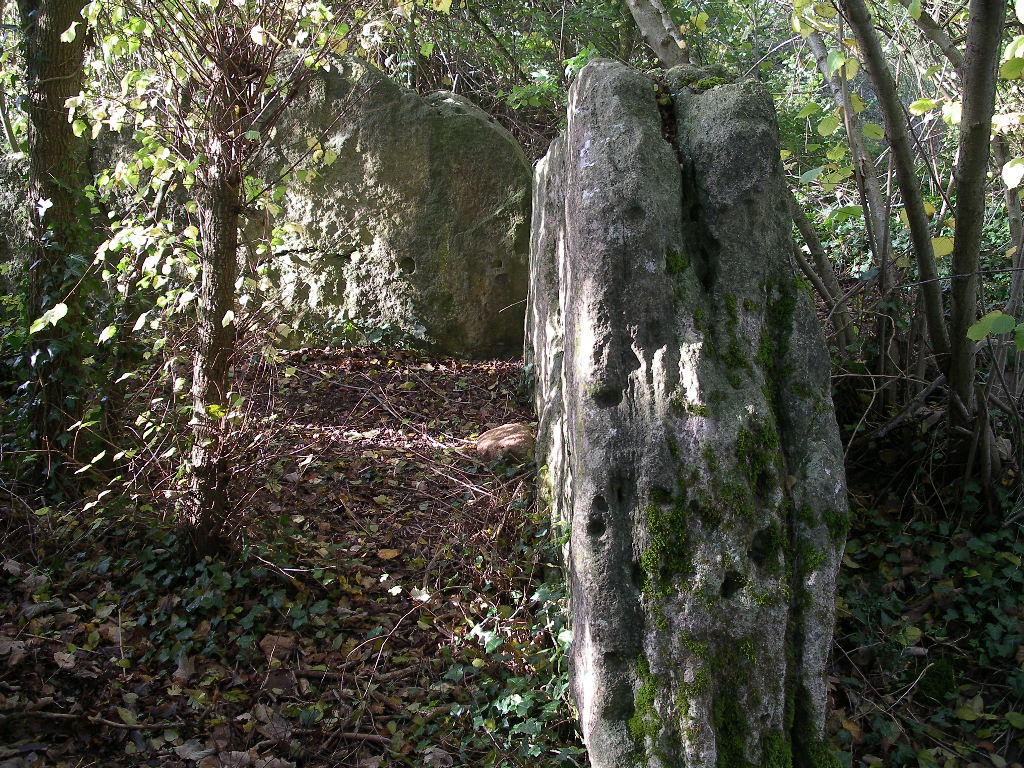
Megalit Trzęsących się Kamieni.
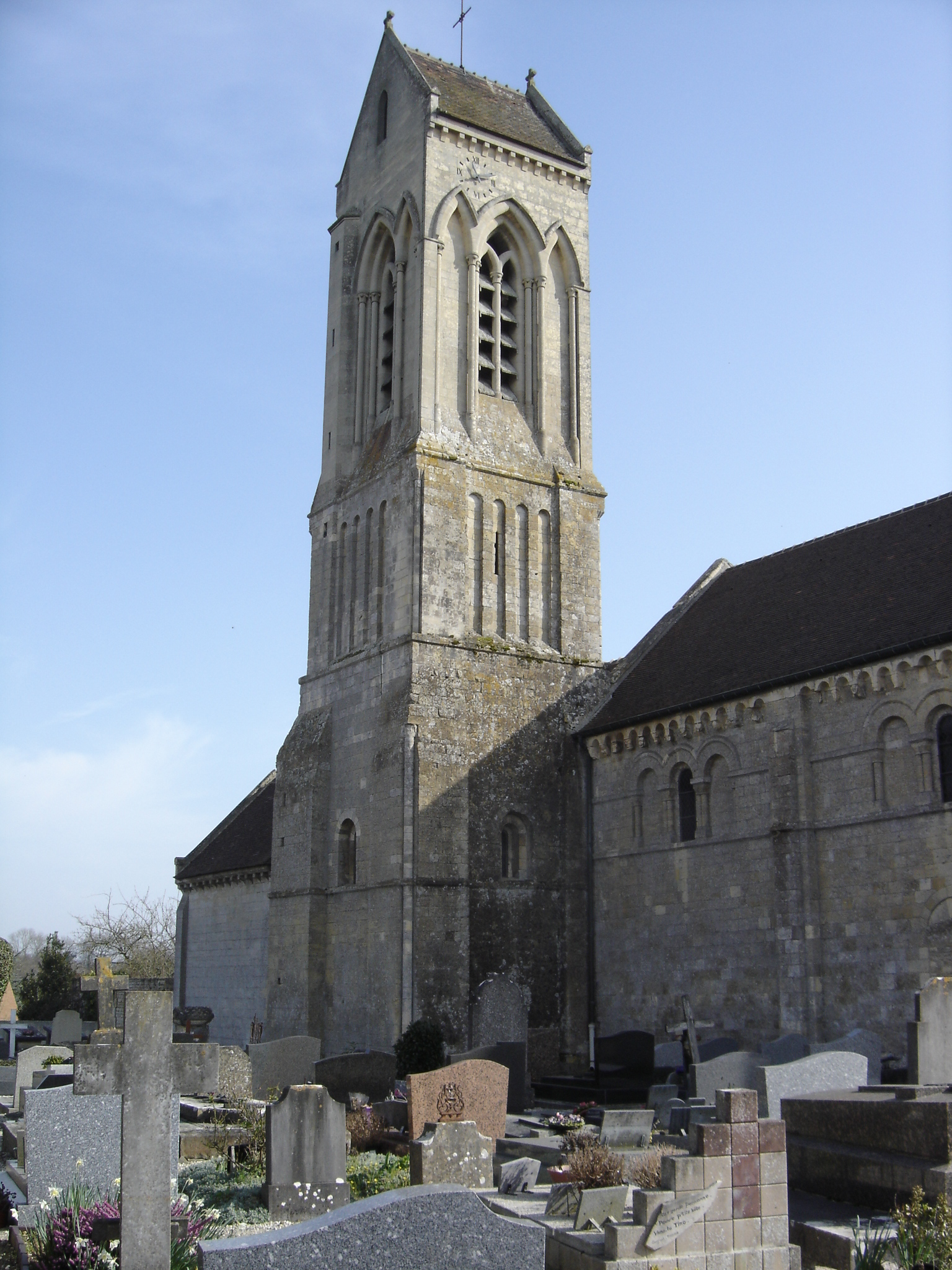
Kościół Notre-Dame w Biéville.
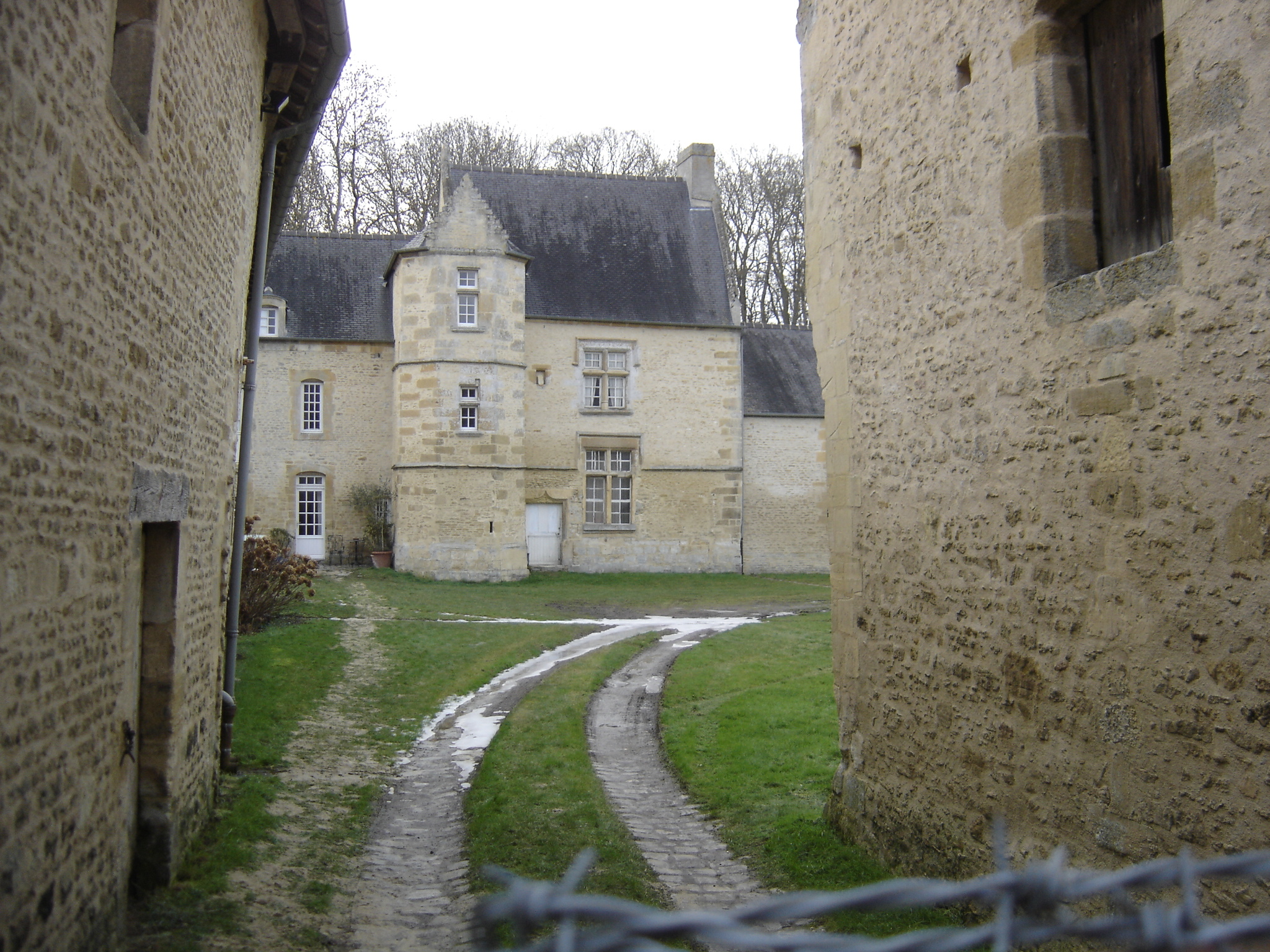
Farma
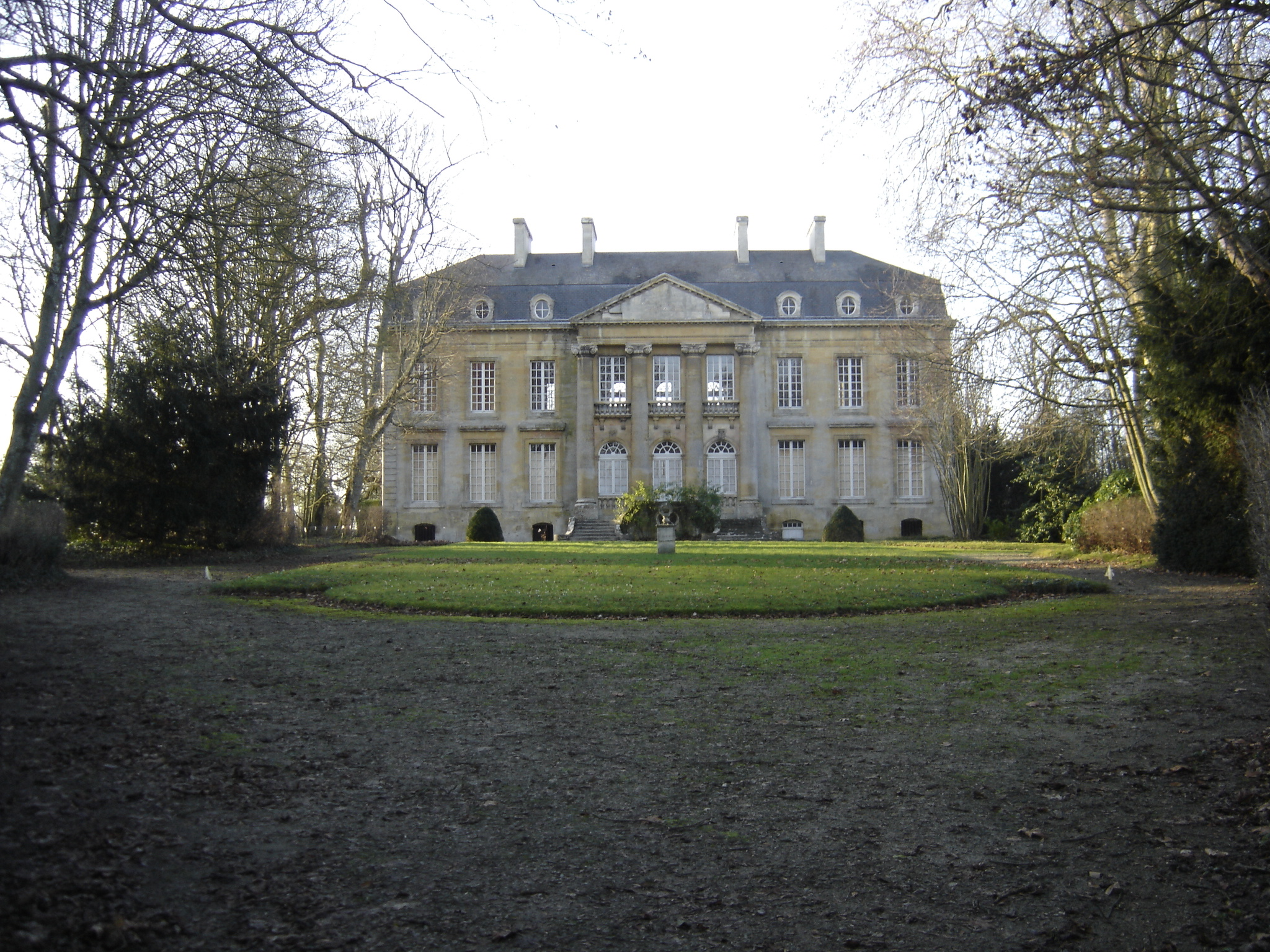
Zamek w Biéville
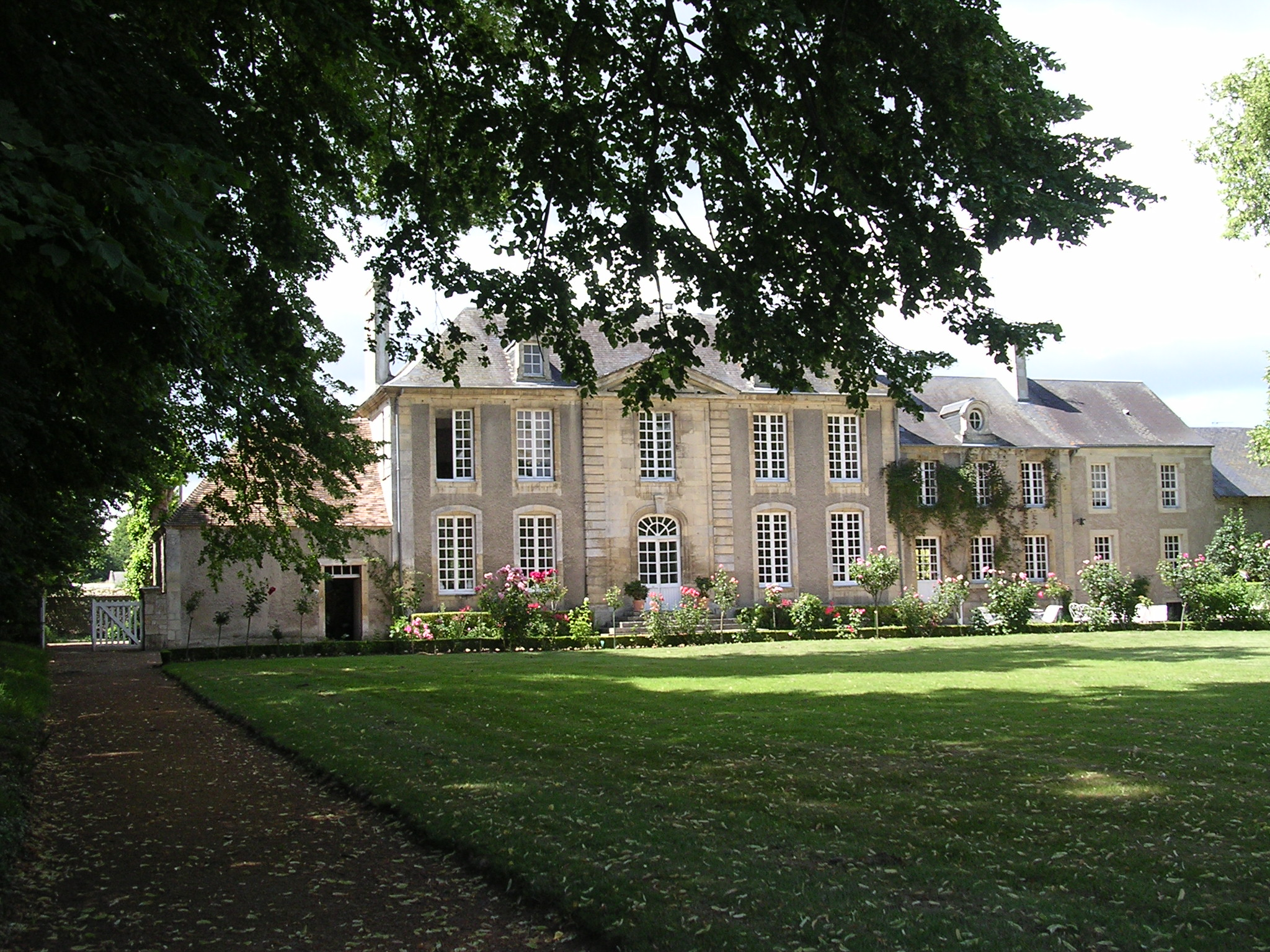
Dwór Balleroyów.
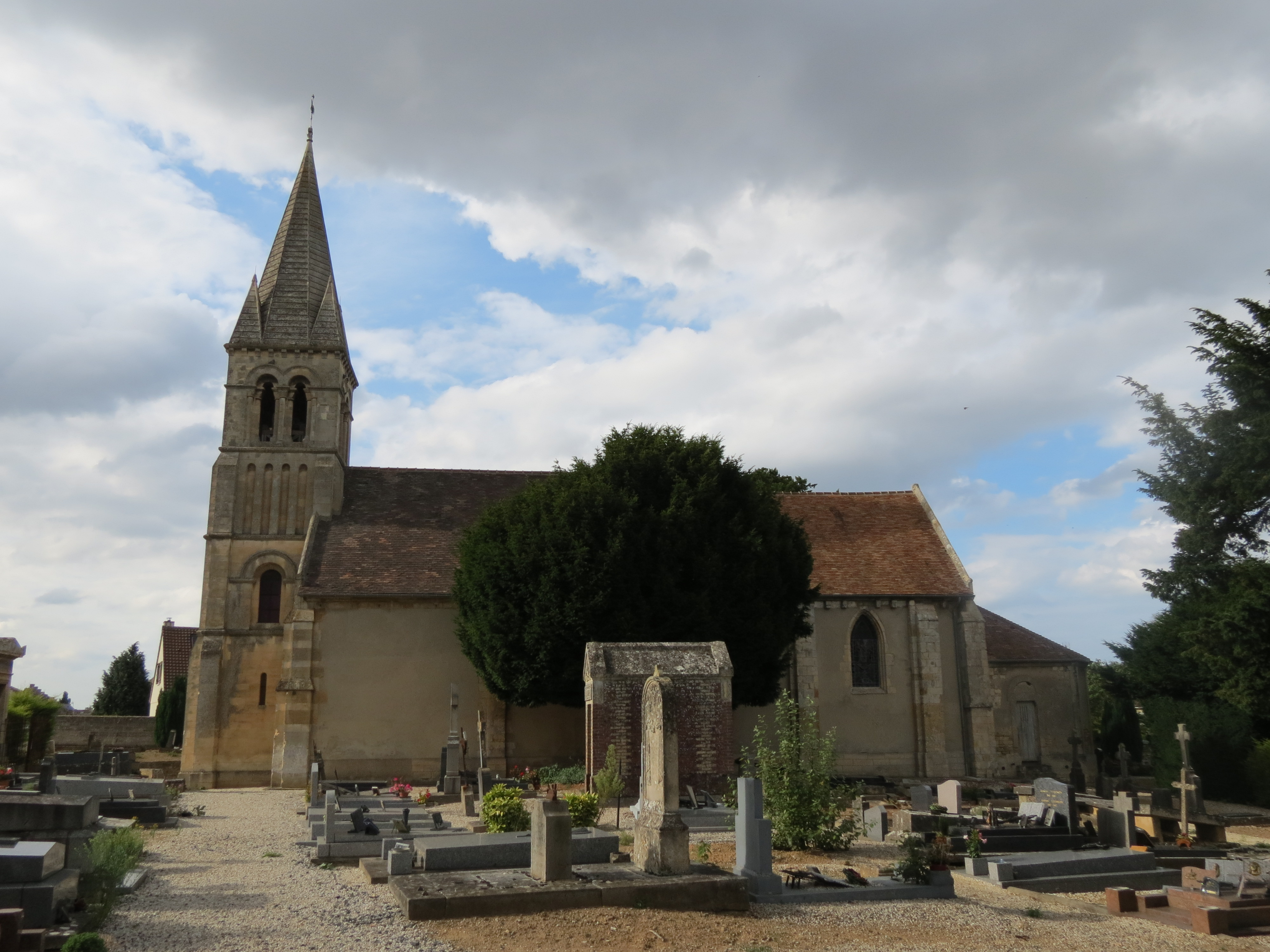
Kościół Saint-Pierre w Beuville.
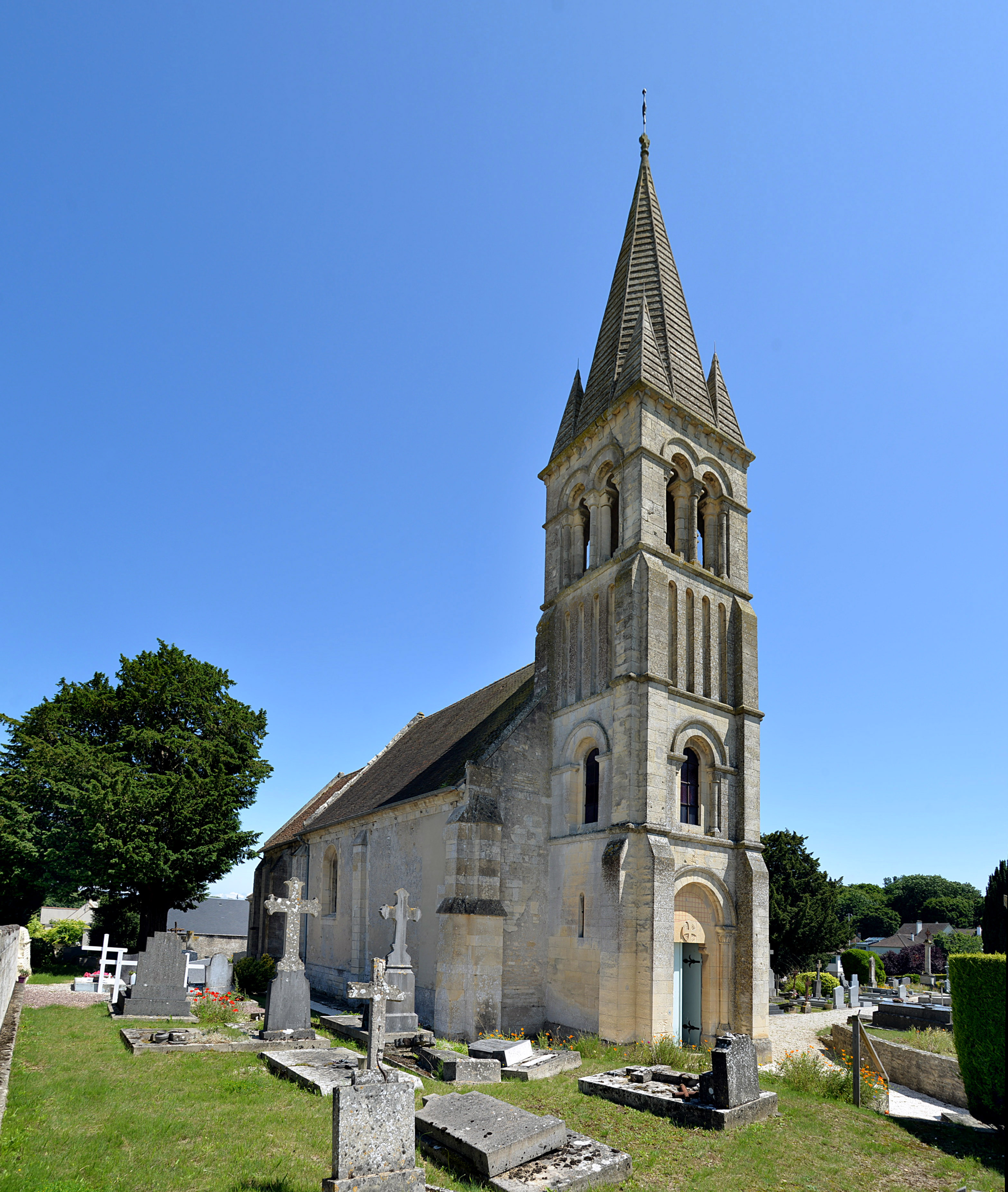
Kościół Saint-Pierre w Beuville.
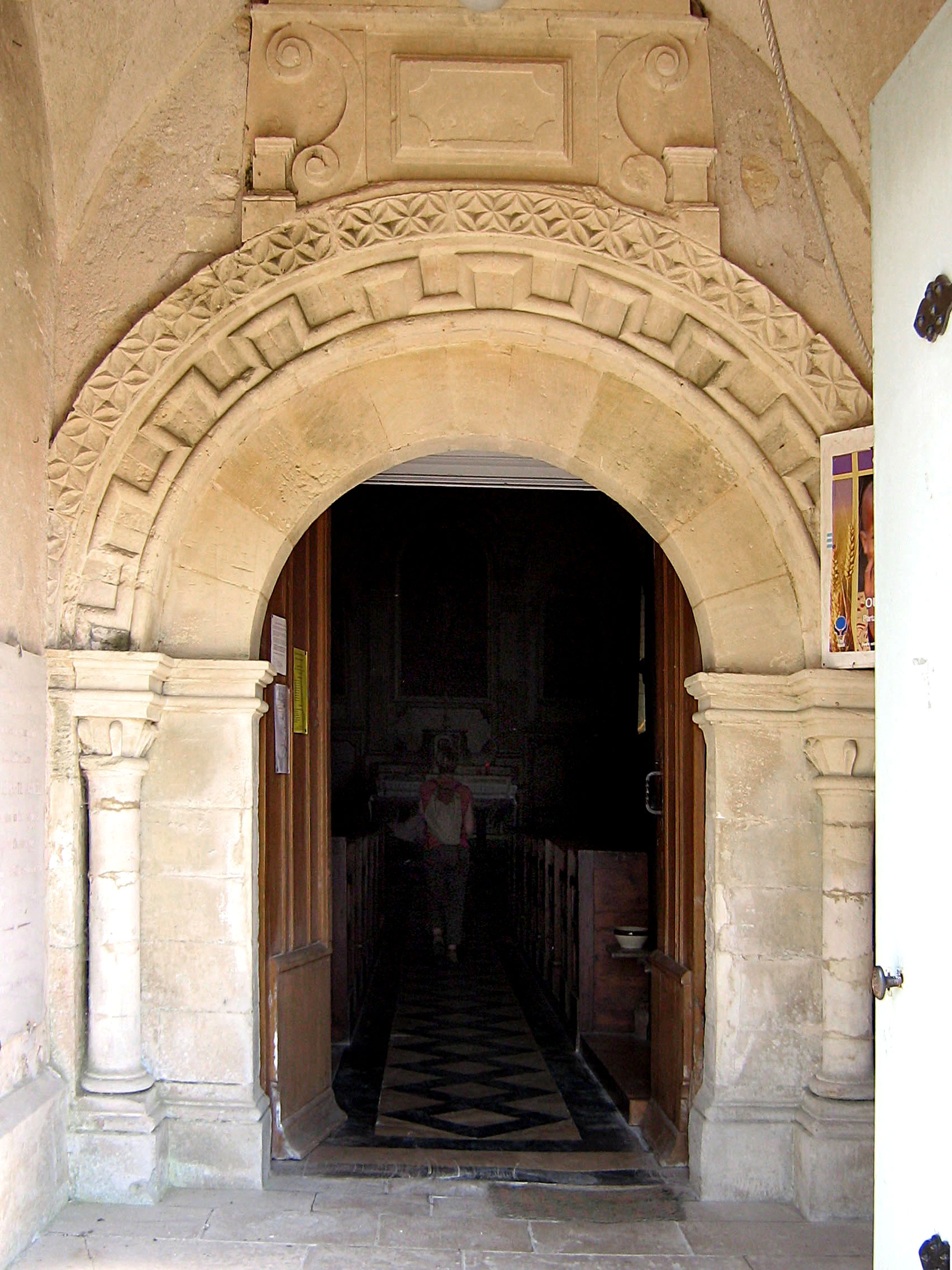
Zachodni portal kościoła Saint-Pierre w Beuville.
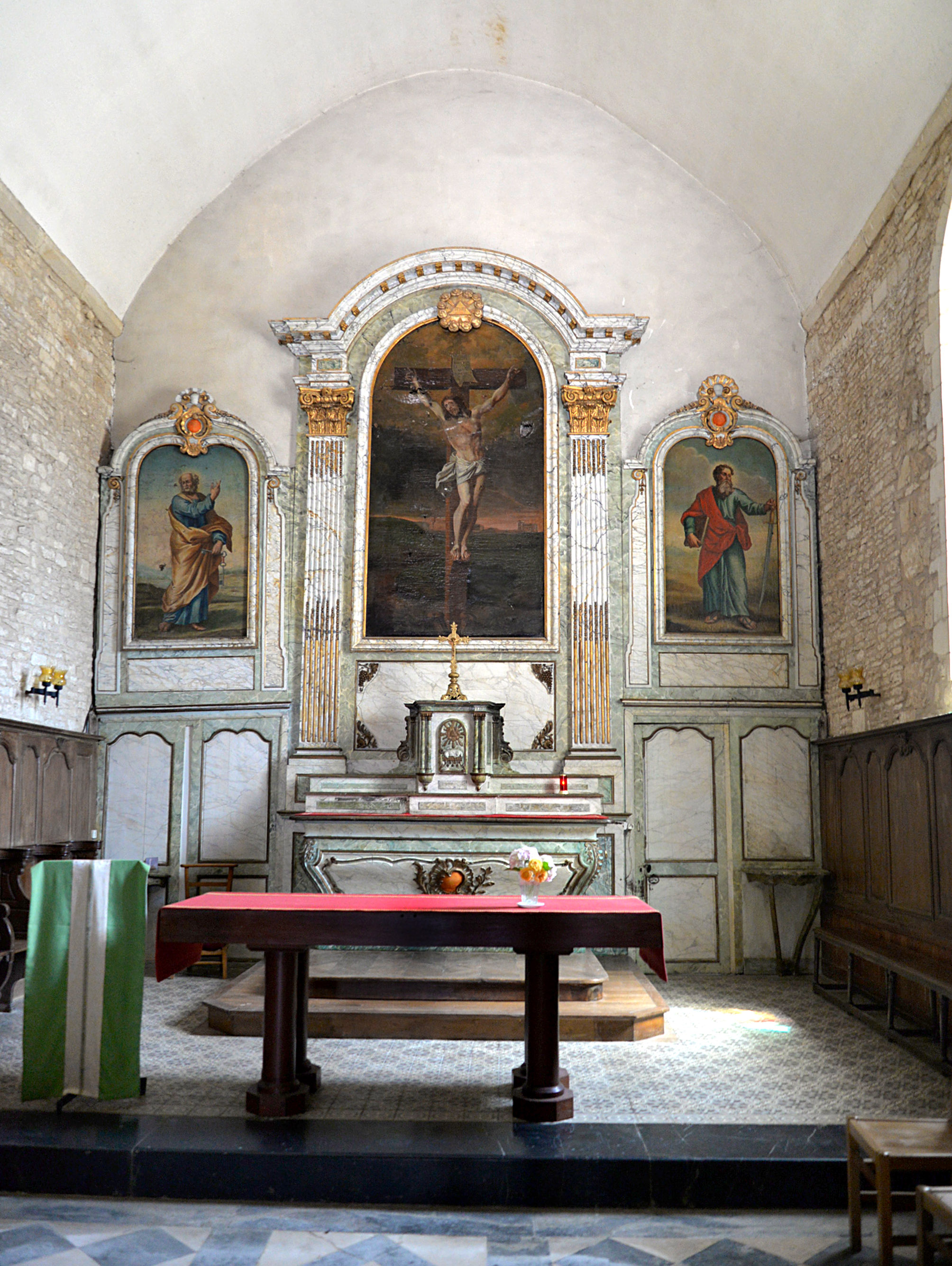
Ołtarz kościoła Saint-Pierre w Beuville.
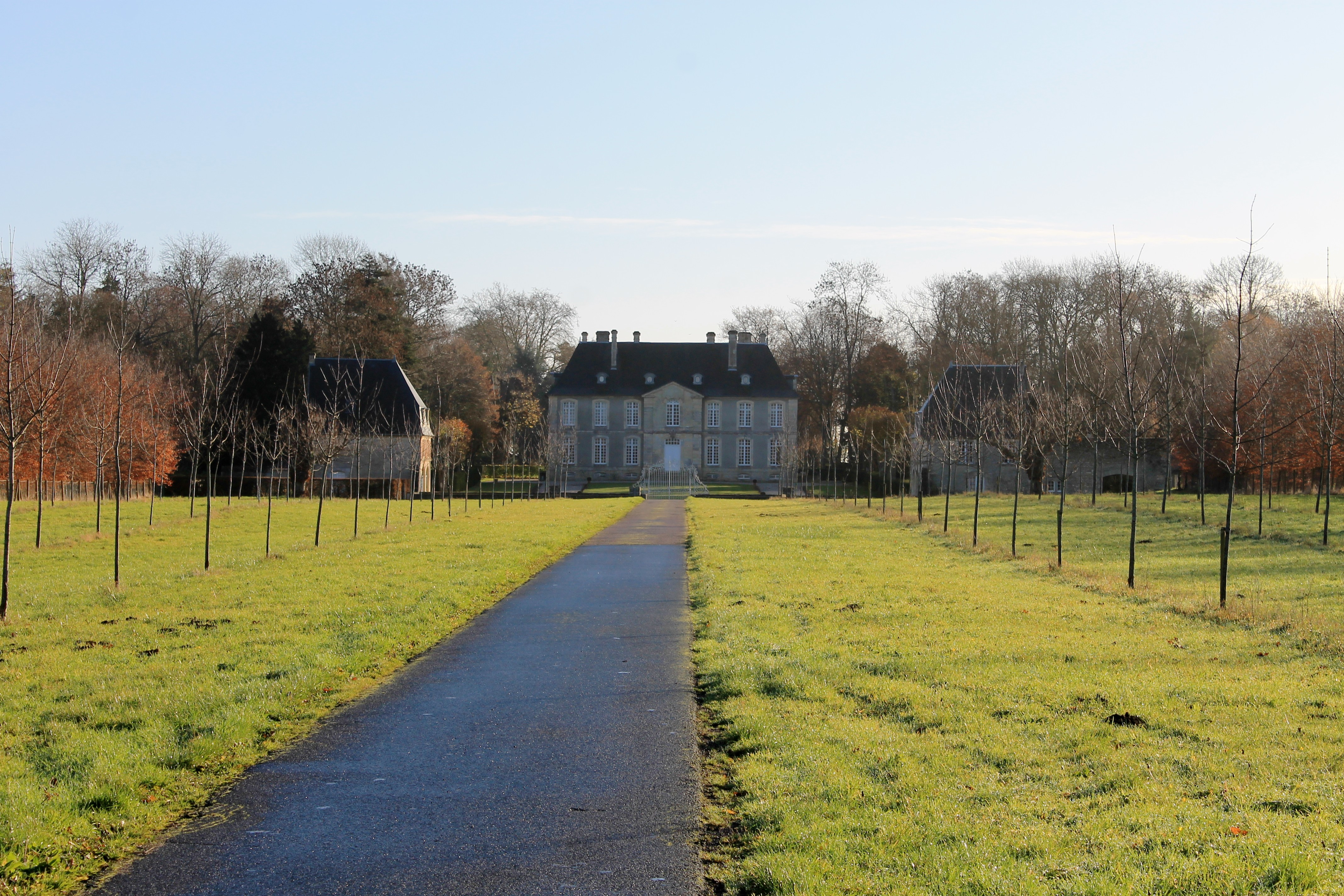
Zamek Londe.